# Saint-Macoux
Saint-Macoux ist eine ehemalige französische Gemeinde mit 473 Einwohnern (Stand: 1. Januar 2022) im Département Vienne in der Region Nouvelle-Aquitaine (vor 2016 Poitou-Charentes). Sie gehörte zum Arrondissement Montmorillon. Die Einwohner werden Macouins und Macouines genannt.
Der Erlass des Präfekten vom 27. Oktober 2023 legte mit Wirkung zum 1. Januar 2024 die Eingliederung von Saint-Macoux als Commune déléguée zusammen mit der früheren Gemeinde Saint-Saviol zur neuen Commune nouvelle Val-de-Comporté fest.

## Geografie
Saint-Macoux liegt am südlichen Rand des Départements an der Grenze zum benachbarten Département Deux-Sèvres, etwa 52 Kilometer südsüdwestlich von Poitiers und etwa 60 Kilometer südwestlich von Montmorillon. Die Charente durchquert das Ortsgebiet von Nord nach Süd.
Umgeben wird Saint-Macoux von den Nachbargemeinden und der Commune déléguée:
| Limalonges (Deux-Sèvres)   | Saint-Saviol (Commune déléguée)             |               |
|                            | Kompassrose, die auf Nachbargemeinden zeigt | Saint-Gaudent |
| Montalembert (Deux-Sèvres) | Voulême                                     |               |

## Bevölkerungsentwicklung

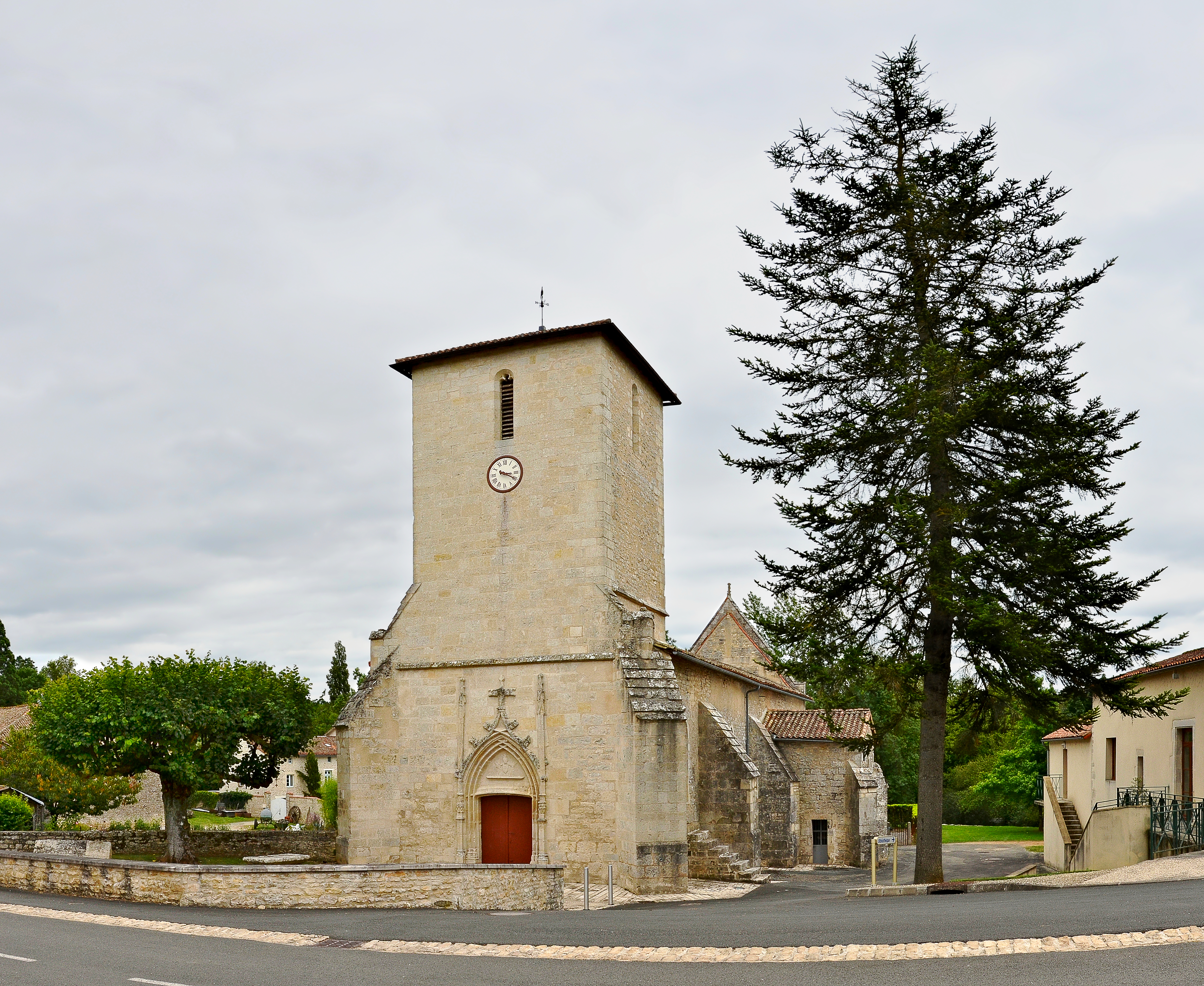
Kirche Saint-Macoux

| Saint-Macoux: Einwohnerzahlen von 1793 bis 2021                                                                            | Saint-Macoux: Einwohnerzahlen von 1793 bis 2021 | Saint-Macoux: Einwohnerzahlen von 1793 bis 2021 | Saint-Macoux: Einwohnerzahlen von 1793 bis 2021 | Saint-Macoux: Einwohnerzahlen von 1793 bis 2021 |
| --- | ----------------------------------------------- | ----------------------------------------------- | ----------------------------------------------- | ----------------------------------------------- |
| Jahr |                                                 |                                                 |                                                 | Einwohner                                       |
| 1793 | 1793                                            |                                                 | 571                                             | 571                                             |
| 1800 | 1800                                            |                                                 | 592                                             | 592                                             |
| 1806 | 1806                                            |                                                 | 643                                             | 643                                             |
| 1821 | 1821                                            |                                                 | 775                                             | 775                                             |
| 1831 | 1831                                            |                                                 | 710                                             | 710                                             |
| 1836 | 1836                                            |                                                 | 817                                             | 817                                             |
| 1841 | 1841                                            |                                                 | 869                                             | 869                                             |
| 1846 | 1846                                            |                                                 | 835                                             | 835                                             |
| 1851 | 1851                                            |                                                 | 868                                             | 868                                             |
| 1856 | 1856                                            |                                                 | 870                                             | 870                                             |
| 1861 | 1861                                            |                                                 | 745                                             | 745                                             |
| 1866 | 1866                                            |                                                 | 731                                             | 731                                             |
| 1872 | 1872                                            |                                                 | 732                                             | 732                                             |
| 1876 | 1876                                            |                                                 | 723                                             | 723                                             |
| 1881 | 1881                                            |                                                 | 784                                             | 784                                             |
| 1886 | 1886                                            |                                                 | 796                                             | 796                                             |
| 1891 | 1891                                            |                                                 | 790                                             | 790                                             |
| 1896 | 1896                                            |                                                 | 727                                             | 727                                             |
| 1901 | 1901                                            |                                                 | 704                                             | 704                                             |
| 1906 | 1906                                            |                                                 | 649                                             | 649                                             |
| 1911 | 1911                                            |                                                 | 616                                             | 616                                             |
| 1921 | 1921                                            |                                                 | 569                                             | 569                                             |
| 1926 | 1926                                            |                                                 | 587                                             | 587                                             |
| 1931 | 1931                                            |                                                 | 528                                             | 528                                             |
| 1936 | 1936                                            |                                                 | 550                                             | 550                                             |
| 1946 | 1946                                            |                                                 | 531                                             | 531                                             |
| 1954 | 1954                                            |                                                 | 525                                             | 525                                             |
| 1962 | 1962                                            |                                                 | 539                                             | 539                                             |
| 1968 | 1968                                            |                                                 | 539                                             | 539                                             |
| 1975 | 1975                                            |                                                 | 490                                             | 490                                             |
| 1982 | 1982                                            |                                                 | 495                                             | 495                                             |
| 1990 | 1990                                            |                                                 | 474                                             | 474                                             |
| 1999 | 1999                                            |                                                 | 450                                             | 450                                             |
| 2006 | 2006                                            |                                                 | 456                                             | 456                                             |
| 2013 | 2013                                            |                                                 | 479                                             | 479                                             |
| 2021 | 2021                                            |                                                 | 478                                             | 478                                             |
| Quelle(n): EHESS/Cassini bis 1999, INSEE ab 2006 Anmerkung(en): Ab 1962 offizielle Zahlen ohne Einwohner mit Zweitwohnsitz |                                                 |                                                 |                                                 |                                                 |

## Sehenswürdigkeiten
- Kirche Saint-Macoux mit Ursprüngen aus dem 12. Jahrhundert